# Lightbournus
Lightbournus là một chi ốc biển, là động vật thân mềm chân bụng sống ở biển trong họ Fasciolariidae.

## Các loài
Các loài trong chi Lightbournus gồm có:
- Lightbournus russjenseni Lyons & Snyder, 2008[2]